# Ray Finch

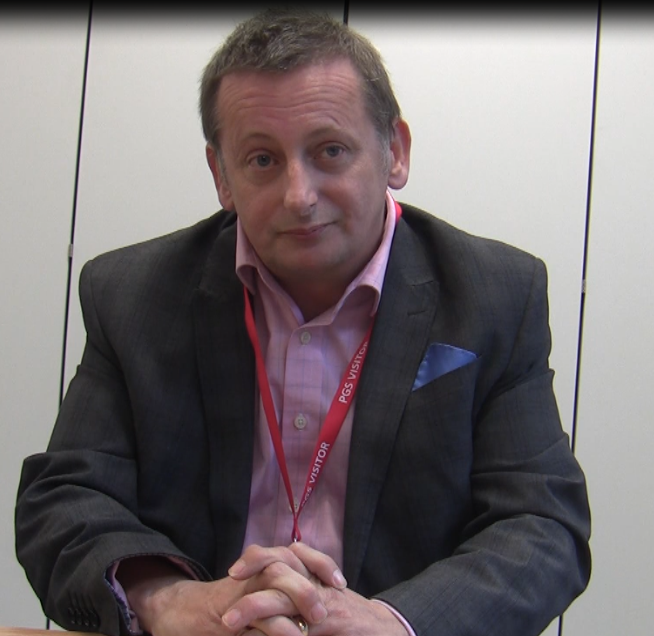
Ray Finch, 2015

Raymond Finch  (* 2. Juni 1963 in Liverpool) ist ein britischer Politiker der UK Independence Party. Er ist seit 2014 Abgeordneter im Europäischen Parlament. Dort ist er Mitglied im Fischereiausschuss.